# Infraestrutura como Código
Infraestrutura como código (em inglês: infrastructure as code, ou IaC) é o processo de gerenciamento e provisionamento de centros de processamentos dados usando arquivos de configuração ao invés de configurações físicas de hardware ou ferramentas de configuração interativas. A infraestrutura de TI envolvida consiste tanto de equipamentos físicos (servidores de metal), assim como máquinas virtuais e outros recursos associados. A principal característica da IaC é o uso de scripts ou definições declarativas ao invés de processos manuais, mas o termo é usado com mais frequência para promover abordagens declarativas. Como se trata de arquivos, as definições podem ser armazenadas em um sistema de controle de versões.
Abordagens IaC são comumente promovidas para computação em nuvem e às vezes são comercializadas como infraestrutura como serviço (Infrastructure as a service, IaaS). IaC suporta IaaS, mas os dois conceitos não devem ser confundidos.

## Relação com DevOps
IaC pode ser uma característica importante na implementação de melhores práticas de DevOps: desenvolvedores tornam-se mais envolvidos nas configurações de máquinas, e times de operações se envolvem mais cedo no processo de desenvolvimento. Ferramentas que utilizam IaC trazem visibilidade para o estado e configuração de servidores para todos os envolvidos, com o objetivo de aproximar equipes para maximizar seus esforços. Automação e colaboração são considerados pontos centrais em DevOps; Infraestrutura de ferramentas de automação são frequentemente incluídos como componentes de uma DevOps toolchain.